# گوسان آشوت
گوسان آشوت (ارمنی: Գուսան Աշոտ؛ انگلیسی: Gusan Ašot؛ ۲۵ آوریل ۱۹۰۷ - ۲۰ فوریهٔ ۱۹۸۹) یک گوسان اهل ارمنستان بود. وی از سال ۱۹۵۸ عضو اتحاد نویسندگان ارمنستان شوروی بود.

## زندگی‌نامه
وی با نام اصلی آشوت هایراپتی دادالیان ارمنی: Աշոտ Հայրապետի Դադալյան در ۲۵ آوریل ۱۹۰۷ در گوریس به دنیا آمد. پس از اخذ تحصیلات ابتدایی در باکو وی در اواخر دهه ۱۹۲۰ به مدت کوتاهی به زادگاهش زانگزور بازگشت و سپس به صورت دایمی در ایروان اقامت گزید.  . وی عضو اتحادیه نویسندگان شوروی بود.  وی همچنین برندهٔ جوایزی همچون هنرمند مردمی ارمنستان شوروی (۱۹۶۷) شده است. وی در ۲۰ فوریهٔ ۱۹۸۹ در سن ۸۱ سالگی در ایروان درگذشت.

## نگارخانه

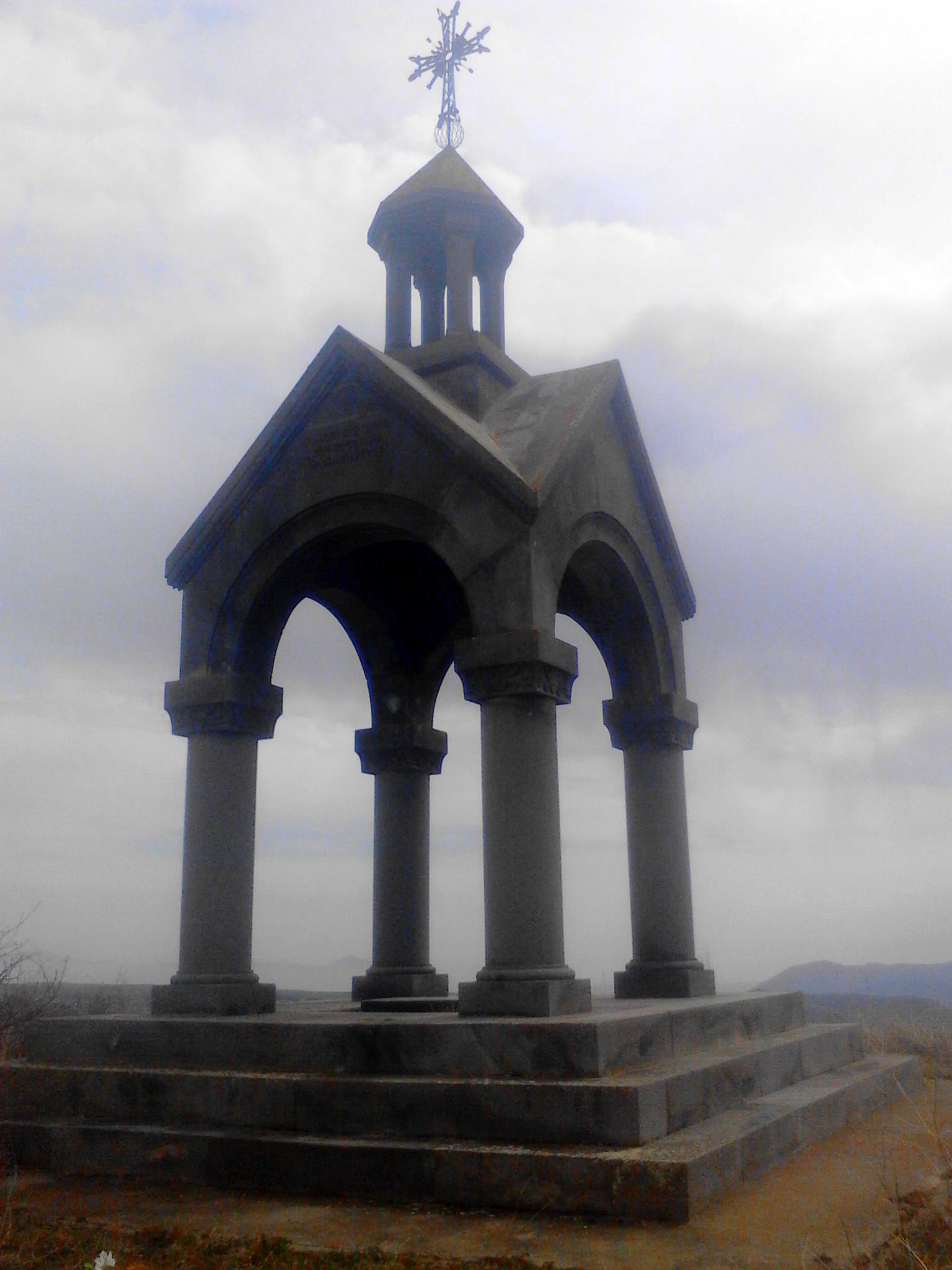
آرامگاه گوسان آشوت در گوریس
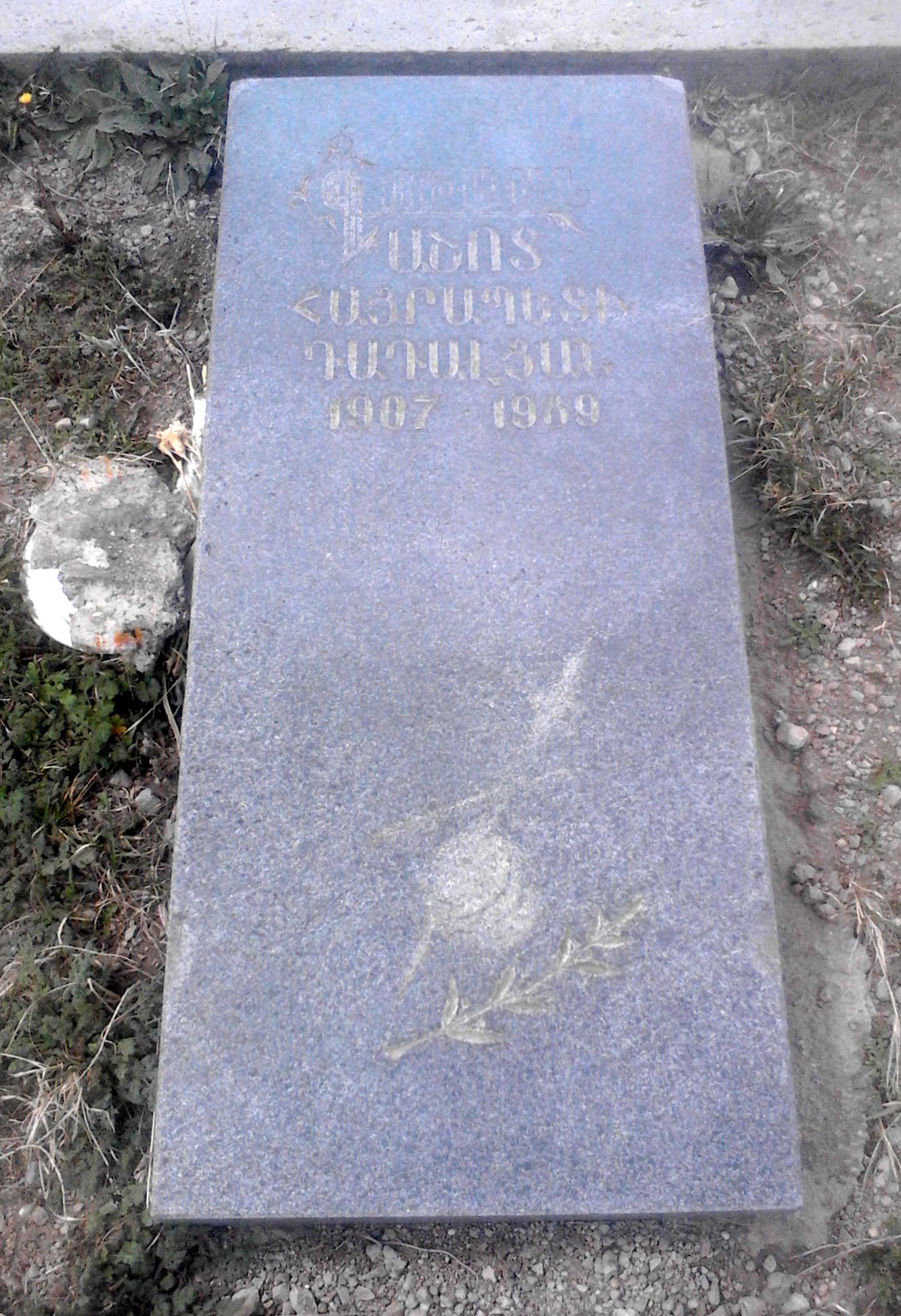
سنگ مزار گوسان آشوت در گوریس
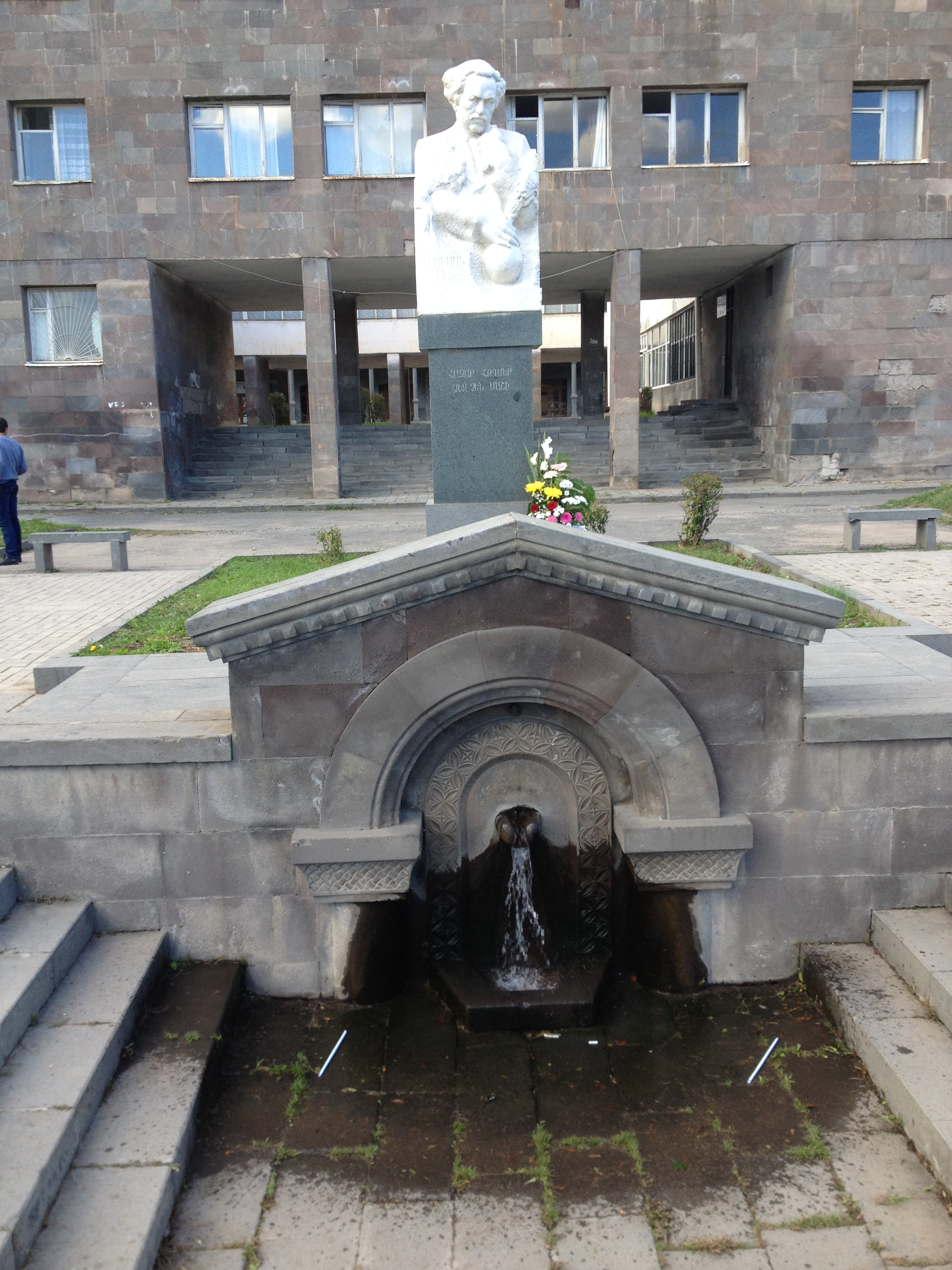
Գուսան Աշոտի հիշատակին կառուցված աղբյուր-հուշարձան شهر گوریس
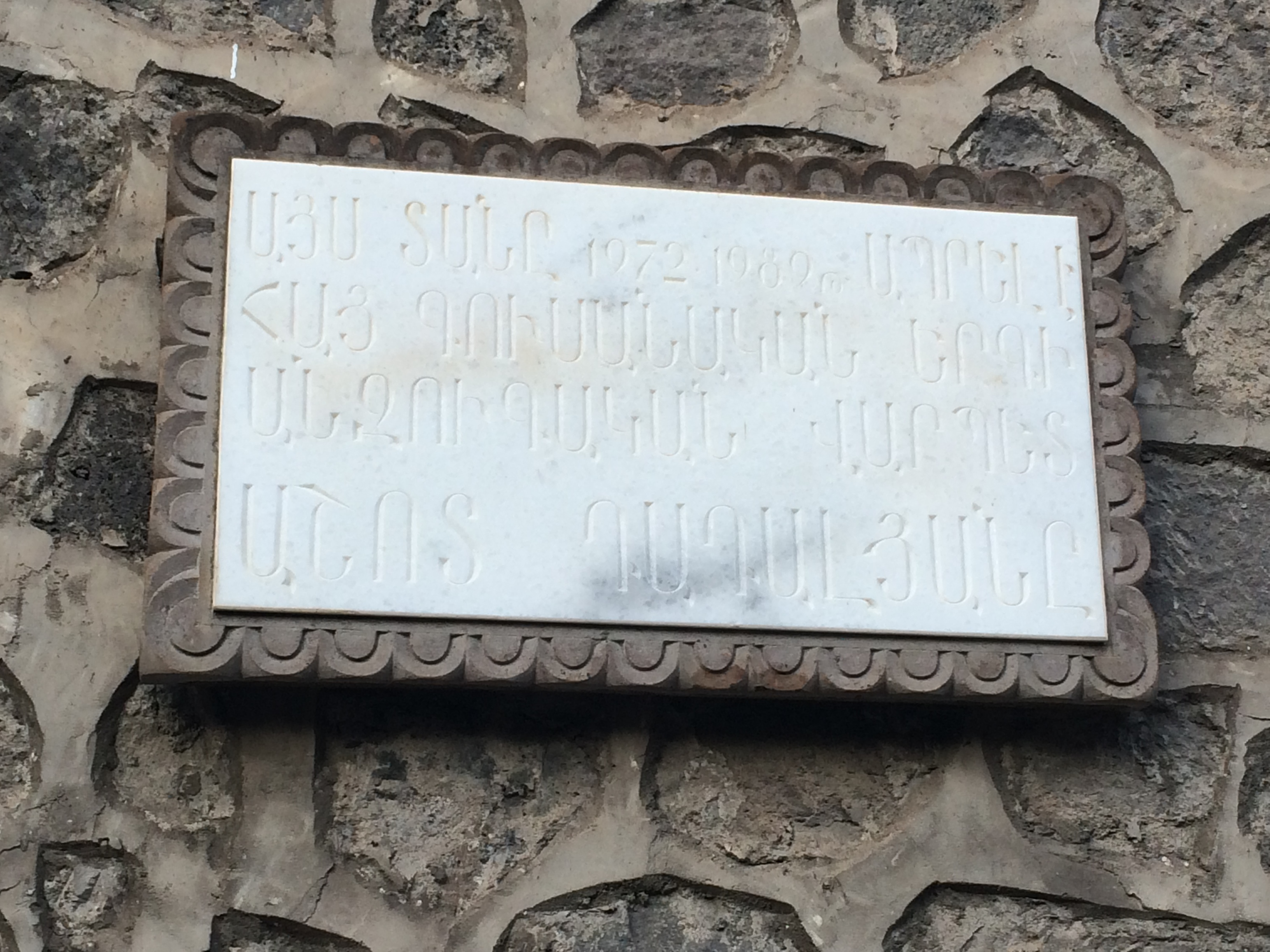
تخته یادبود گوسان آشوت در گوریس

## جستارهای ویژه
- فهرست خوانندگان ارمنی